# Corcova (gmina)
Corcova – gmina w Rumunii, w okręgu Mehedinți. Obejmuje miejscowości Breța, Cernaia, Corcova, Cordun, Croica, Gârbovățu de Jos, Imoasa, Jirov, Măru Roșu, Pârvulești, Pușcașu, Stejaru i Vlădășești. W 2011 roku liczyła 5431 mieszkańców.